# Kazuya Iio
Kazuya Iio (født 10. april 1980) er en tidligere japansk fodboldspiller.
Han har spillet for flere forskellige klubber i sin karriere, herunder Vegalta Sendai, Sagan Tosu og Matsumoto Yamaga FC.